# NaGłos
Die Zeitschrift NaGłos (Laut [lesen]) war eine unabhängige polnische Literaturzeitschrift, die von 1983 bis 1989 in gesprochener Form und von 1990 bis 1996 als gedruckte Monatszeitschrift erschien. In den 1980er Jahren bot sie einen Raum, in dem polnische Literaten und Intellektuelle sich trotz politischer Repressionen zusammenfinden und ihre Werke frei von Zensur einem Publikum vorstellen konnten. NaGłos diente als Vorbild für die gesprochene Zeitschrift Struktury Trzecie, die im Frühjahr 1987 gegründet wurde, sowie für die ebenfalls gesprochene Zeitschrift Przegłos, die von Krakauer Studenten geschaffen wurde.

## Geschichte

### 1983 bis 1989
Nach der Auflösung des Verbandes der Polnischen Literaten (Związek Literatów Polskich) am 19. September 1983 durch die Regierung im Rahmen des Kriegsrechts versammelten sich im November einige ehemalige Mitglieder, darunter Jan Błoński, Leszek Elektorowicz, Kornel Filipowicz, Jerzy Kwiatkowski, Bronisław Maj und Jan Józef Szczepański, im Klub der katholischen Intelligenz (KIK) in Krakau und unternahmen den Versuch, eine gesprochene Literaturzeitschrift zu gründen, um weiterhin ihre Meinung äußern zu können. Dabei verwiesen sie in der Form und dem Inhalt an die Tradition der Literaturabende während des Zweiten Weltkrieges. Der damalige Vorsitzende des KIK Andrzej Potocki bot seine Räumlichkeiten an und übernahm zudem die Schirmherrschaft gegenüber der lokalen Verwaltung.
So fand im Dezember 1983 die erste Veranstaltung unter dem Namen Bluszcz literacki (‚Literarisches Efeu‘) in dem Saal des KIK statt. Spätere Ausgaben wurden auch im Dominikanerkloster abgehalten. Während der ersten Ausgabe wurde zudem ein Namenswettbewerb ausgerufen, den der Literaturkritiker und -historiker Stanisław Balbus mit seinem Vorschlag NaGłos gewann. Diesen Namen trug die Zeitschrift ab der zweiten Ausgabe. Chefredakteur wurde Bronisław Maj.
Während diesen kollektiven Lesungen wurde dem Publikum zunächst das Titelseite sowie das Inhaltsverzeichnis vorgestellt und darauf seit der ersten Ausgabe ein Gedicht von Wisława Szymborska – in der Regel von ihr selbst – vorgetragen. Es folgten Lesungen von Autoren und Literaturkritikern wie Janusz Anderman, Jan Błoński, Tomasz Burek, Tadeusz Chrzanowski, Andrzej Drawicz, Kornel Filipowicz, Julia Hartwig, Tomasz Jastrun, Paweł Huelle, Julian Kornhauser, Ryszard Krynicki, Jerzy Kwiatkowski, Ewa Lipska, Włodzimierz Maiąg, Bronisław Maj, Adam Michnik, Artur Międzyrzecki, Leszek Aleksander Moczulski, Tadeusz Nowak, Marek Nowakowski, Tadeusz Nyczek, Kazimierz Orłoś, Antoni Pawlak, Jan Polkowski, Piotr Sommer, Marian Stala, Lucjan Suchanek, Leszek Szaruga, Jan Józef Szczepański, Ewa Szumańska, Jan Twardowski, Teresa Walas, Andrzej Werner, Wiktor Woroszylski, Jacek Woźniakowski, Marta Wyka, Adam Ziemianin und Roman Zimand. Jede Veranstaltung wurde mit Feuilletons von Jerzy Pilch abgeschlossen. Zudem wurden eingesandte Texte von emigrierten Schriftstellern wie Stanisław Barańczak, Joseph Brodsky und Czesław Miłosz gelesen. Dank NaGłos wurden junge Autoren wie Marcin Baran, Krzysztof Koehler oder Marcin Świetlicki einem breiteren Publikum bekannt. Viele der im NaGłos erstmals vorgestellten Texte erschienen später im Untergrund oder im Ausland.
Im Laufe der insgesamt 25 Ausgaben gewann NaGłos immer mehr an Popularität und nach Schätzungen von Bronisław Maj sollen bis zu 1200 Zuhörer erschienen sein.

### 1990 bis 1996
Nach dem Systemwechsel erschien NaGłos als gedruckte Monatszeitschrift von 1990 bis 1996. Chefredakteur war weiterhin Bronisław Maj.

### 2010
Im Rahmen des 60. Bestehens des Nationalen Kulturzentrums (Narodowe Centrum Kultury) wurde am 14. Dezember 2010 im Studio-Theater in Warschau eine Sonderausgabe des NaGłos veranstaltet, die sich neben der Literatur auch mit anderen Bereich der Kultur befasste. Es nahmen u. a. folgende Künstler teil: Elektryczne Gitary, Jacek Fedorowicz, Kayah, Ryszard Krynicki, Antoni Libera, Ewa Lipska, Bronisław Maj, Zbigniew Mentzel, Młynarski Plays Młynarski, Marek Nowakowski, Barbara Sass-Zdort und Grzegorz Turnau. Das Eröffnungsgedicht von Wisława Szymborska wurde von Stanisława Celińska vorgetragen. Während der Veranstaltung wurden spezielle Diplome Kultura się liczy! (‚Kultur zählt!‘) von dem Minister für Kultur und nationales Erbe Bogdan Zdrojewski an Kulturschaffende verliehen, die sich für die gleichnamige Kampagne engagierten.